# Ferdi Nasif
Ferdi Nasif (bulgarisch Ферди Назиф; * 22. September 1989) ist ein bulgarischer Gewichtheber.

## Karriere
Er war 2008 und 2009 Vize-Junioren-Europameister. 2009 nahm er auch zum ersten Mal an den Europameisterschaften der Aktiven teil und erreichte in der Klasse bis 56 kg den sechsten Platz. 2011 und 2012 wurde Nasif Vize-U23-Europameister. Bei den Europameisterschaften 2013 wurde er in der Klasse bis 62 kg Vierter im Zweikampf und gewann im Reißen die Silbermedaille. 2014 war er bei den Europameisterschaften Siebter in der Klasse bis 56 kg. 2015 wurde er allerdings bei einer Trainingskontrolle kurz vor den Europameisterschaften wie auch zehn weitere Mitglieder der bulgarischen Nationalmannschaft positiv auf Stanozolol getestet und für neun Monate gesperrt.